# Fujitroll

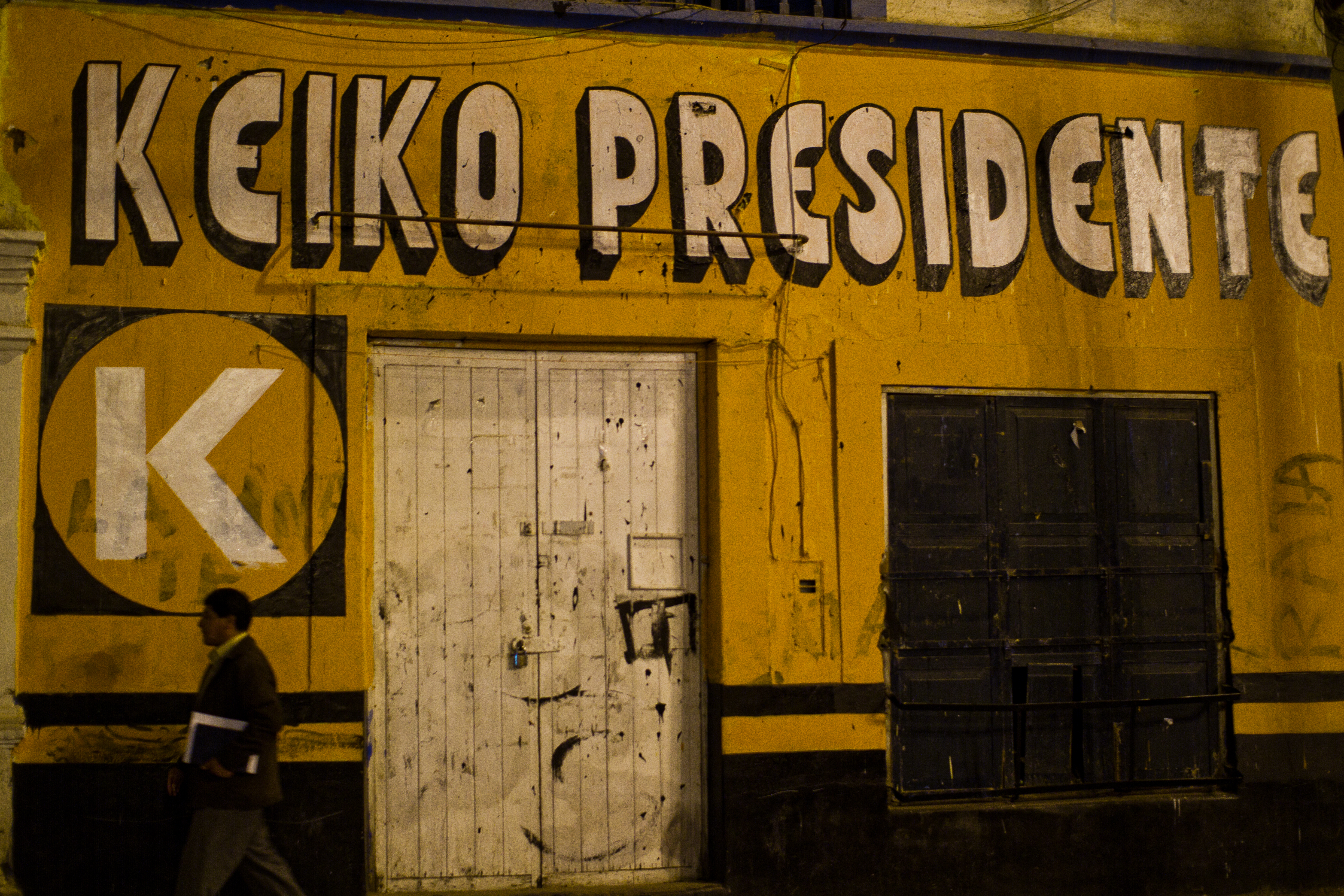
Un mural a favor de Keiko Fujimori y su partido "Fuerza Popular" previo a las Elecciones presidenciales de Perú de 2011.

Fujitroll, o fujitrol, dentro de la política peruana, es el nombre designado a un grupo organizado de partidarios y funcionarios parlamentarios de Fuerza Popular que a través de cuentas falsas en redes sociales apoyan indiscriminadamente las políticas fujimoristas y atacan al Gobierno de turno.

## Descripción
Las cuentas fueron notadas principalmente durante las elecciones de 2011 y 2016 para mostrar apoyo indiscriminado a la candidata fujimorista del partido y así también atacar a los opositores políticos en redes como Twitter y Facebook. Una de las estrategias que utilizaron estas cuentas fue crear memes. En el caso de 2016, el partido de Fuerza Popular obtuvo la mayoría de escaños en el congreso, desde ese período se incrementaron las cuentas de fujitrols. En 2018, Carlos Castro, jefe de la Unidad de Investigación de América Televisión, reveló que alrededor de 100 personas desde el Congreso de la República habían participado en una campaña para desprestigiar periodistas que cubrían el caso Odebrecht.
En 2019, el dominical Cuarto poder afirmó que varios empleados de la Oficina de Participación Ciudadana del Congreso continuaron con el uso de tales cuentas mientras militaban en el partido político Fuerza Popular. A su vez, se popularizó la intervención política del colectivo conservador La Resistencia coordinado por la congresista Rosa Bartra, luego de revelarse un video difundido en julio de 2019. En él se aprecia a la parlamentaria en una reunión incitando a trabajadores parlamentarios de su bancada a atacar a través de Twitter a sus opositores.

## Recepción
Algunos antifujimoristas utilizan el término para denigrar a cualquier persona que apoye a Keiko Fujimori o las políticas de Fuerza Popular más allá de si esta última se considera o no propiamente fujimorista. Para este tipo de individuos el diario fujimorista El Montonero los califica como los «típicos idiotas antifujimoristas» en alusión al Manual del perfecto idiota latinoamericano del escritor Mario Vargas Llosa, que hace referencia al discurso de odio, fundamentalismo y populismo del cual fue acusado en más de una ocasión el movimiento antifujimorista en Perú. otros tildan a los antifujimoristas de «progres» e idiotas útiles de terceros mercantilistas, elitistas u organizaciones de izquierda.
La abogada Rosa María Palacios considera a Juan Santiváñez un ejemplo de personalidad política similar a un «fujitrol», debido a su comportamiento agresivo en redes sociales cuando criticaba a Martín Vizcarra.

## Legado
Durante las elecciones presidenciales de 2021, Facebook eliminó 80 perfiles de la empresa asesora de imagen Alfagraf, vinculada a Fuerza Popular. Estos perfiles se habían utilizado para difundir información falsa y atacar a los candidatos opositores a Keiko Fujimori. El portal Convoca informó, en una investigación sobre 8011 tuits, que se crearon cuentas sin seguidores que buscaban legitimar la teoría del supuesto fraude electoral promovida por la candidata.